# 번철
번철(燔鐵)은 전을 부치거나 고기 등을 볶을 때에 쓰는, 솥뚜껑처럼 생긴 조리 도구이다. 주로 무쇠로 만든다.

## 역사
신라에서 번철에 화전을 부쳐먹었다는 기록으로 미루어 보아, 삼국 시대나 남북국 시대부터 쓰였을 것으로 여겨진다.

## 같이 보기
- 구이판
- 프라이팬